# Jaure
Jaure is een gemeente in het Franse departement Dordogne (regio Nouvelle-Aquitaine) en telt 146 inwoners (2004). De plaats maakt deel uit van het arrondissement Périgueux.

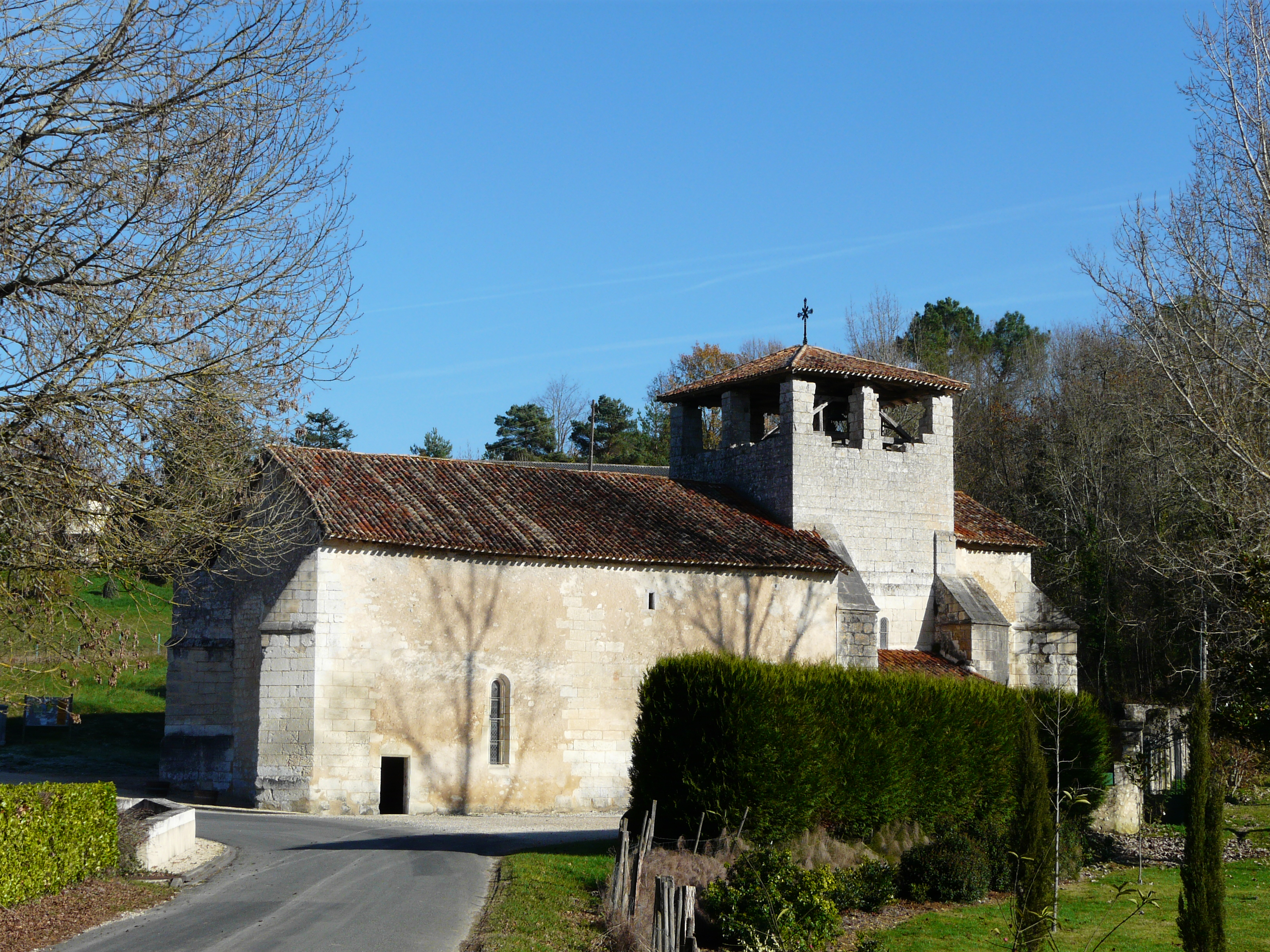
Kerk van Jaure
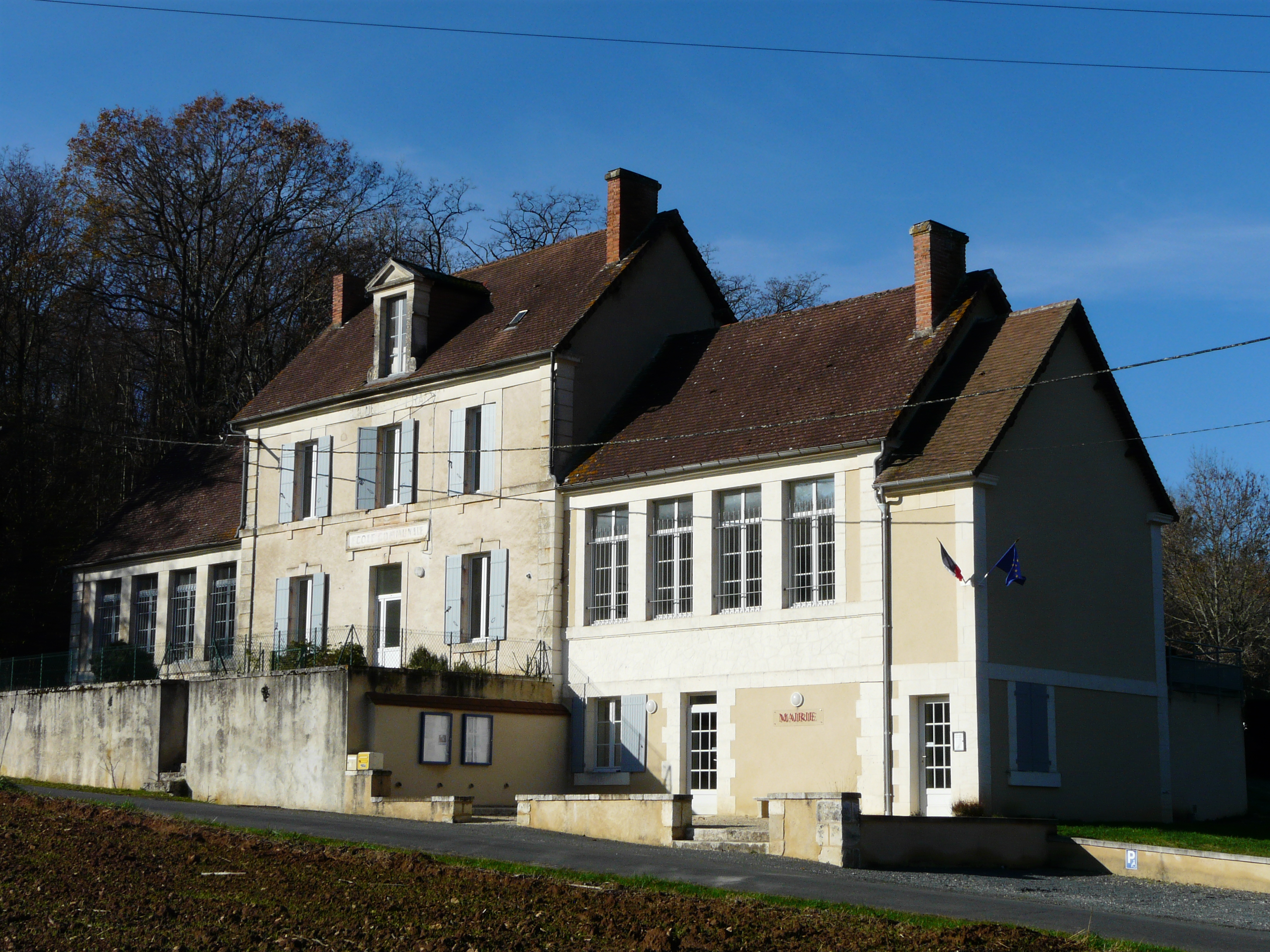
Gemeentehuis

## Geografie
De oppervlakte van Jaure bedraagt 7,5 km², de bevolkingsdichtheid is 19,5 inwoners per km².
De onderstaande kaart toont de ligging van Jaure met de belangrijkste infrastructuur en aangrenzende gemeenten.

## Demografie
Onderstaande figuur toont het verloop van het inwonertal (bron: INSEE-tellingen).

1. ↑  Populations de référence 2022.